# Mazowiecki Bank Regionalny
Mazowiecki Bank Regionalny S.A. (MR Bank) – bank zrzeszający z siedzibą w Warszawie, działający od 1996 roku do 2011, kiedy nastąpiła fuzja z Gospodarczym Bankiem Wielkopolski S.A. i powstanie SGB-Banku.

## Historia
MR Bank był najmniejszym bankiem zrzeszającym, który od momentu powstania w 1996 funkcjonował samodzielnie, nie uczestnicząc w działaniach konsolidacyjnych. Według stanu na 31 grudnia 2008 roku Zrzeszenie Mazowieckiego Banku Regionalnego tworzyło 77 banków spółdzielczych. MR Bank, jako bank zrzeszający, zabezpieczał płynność finansową wszystkich banków spółdzielczych zrzeszenia oraz prowadząc własną uniwersalną działalność bankową wspierał i uzupełniał ofertę handlową banków spółdzielczych zrzeszenia. Zrzeszone banki spółdzielcze prowadziły działalność na terenie siedmiu województw, z tego na obszarze województwa: mazowieckiego – 47, łódzkiego – 16, podlaskiego – 6, pomorskiego – 3 oraz po 2 banki na terenie województwa kujawsko-pomorskiego i warmińsko-mazurskiego, a jeden bank działał na terenie województwa lubelskiego. Mazowiecki Bank Regionalny był jednym z trzech banków zrzeszających banki spółdzielcze w Polsce i był instytucją finansową o wyłącznie polskim kapitale. Właścicielami banku były wyłącznie zrzeszone banki spółdzielcze.
W 2008 bank zanotował stratę ok. 30 mln zł w wyniku inwestycji na rynku islandzkim, dotkniętym skutkami kryzysu finansowego. Złe wyniki finansowe banku były przyczyną odejść banków spółdzielczych ze zrzeszenia, w 2011 było ich 66.
W 2010 Komisja Nadzoru Finansowego wyraziła zgodę na połączenie MR Banku i GBW.
W dniach 27 i 28 czerwca 2011 roku, odbyły się Walne Zgromadzenia Akcjonariuszy MR Banku i GBW. Akcjonariusze obu banków podjęli decyzje o połączeniu banków, które po połączeniu działać zaczęły pod nazwą SGB-Bank.
W dniu 5 września 2011 r. Sąd Rejonowy Poznań – Nowe Miasto i Wilda, Wydział VIII Gospodarczy KRS, wydał postanowienie, na mocy którego dokonał wpisu połączenia GBW S.A. i MR Banku S.A. do rejestru przedsiębiorców. Połączenie spółek nastąpiło na podstawie art. 492 par. 1 pkt 1 Kodeksu Spółek Handlowych, tj. poprzez przeniesienie całego majątku spółki przejmowanej (Mazowiecki Bank Regionalny S.A.) na spółkę przejmującą (GBW S.A.).